# 幾內亞鐵道運輸

紫色為標準軌距路線，紅色為窄軌路線

几内亚鐵路系統總長1086公里，其中1435毫米標準軌距路線為279公里，1000毫米軌距路線為807公里（包括由科納克里至坎坎662公里路線）。
目前在幾內亞的鐵路由三個公司經營：
- Chemin de Fer de Guinée (ONCFG),
- Chemins de Fer de la Compagnie des Bauxites de Guinée - Chemin de Fer de Conakry (CBG)
- Chemin de Fer Boké。

## 当前状态

### 從科納克里到坎坎的國有鐵路線
1959年6月，國有鐵路公司ONCFG（Office National des Chemins de Fer de Guinée）成立，接收原屬法國殖民地的科納克里-尼日爾鐵路管理局的財產。
在接下來時間所有的機車車輛都沒有得到維護。自 1993 年以來，除了向马穆运送燃料外，铁路交通停滯。
2008年，几内亚政府与力拓和必和必拓就科纳克里-坎坎线的更新工程進行討論。  
2010 年，巴西淡水河谷公司開始重建科納克里至坎坎的鐵路；這是與幾內亞政府達成的協議的一部分。該鐵路將在首都科納克里與該國東部的坎坎之間進行客貨運輸。
2010 年 6 月開通的科納克里快車是幾內亞公共交通發展的里程碑。藉由中國國際基金 (CIF) 資助，建立了客運鐵路運輸系統，科納克里快車的運行區間長度是30公里（19英里)。 

### 礦業公司鐵路
三條鐵路將鋁土礦運輸到海岸港口：
- 在 1970 年代興建的136公里（85英哩）的標準軌距鐵路，從卡姆薩爾到Boké和Sangarédi，由CBG矿业公司營運，每年运输12,000,000 t（11,800,000 long ton；13,200,000 short ton）铝土矿和其它矿物。
- 科纳克里 -弗里亚（称为 CFCF ，意指 Chemin de fer Conakry – Fria），長為143公里（89英里）的窄軌鐵路。由俄罗斯铝业公司俄鋁營運。該路線建於 1960 年代，狀況良好。弗里亞和科納克里之間運送了超過900,000公噸（886,000長噸；992,000短噸）貨物，包括600000公噸铝酸盐，200000公噸石油产品，以及100000公噸燒鹼。
- 科纳克里-金迪亚長为105公里（65英里）的標準軌距鐵路，是在苏联幫助下建造的。該路線由國有礦業公司 Societé des Bauxites de Kindia (SBK) 營運，每年從金迪亞到科納克里港運輸1200000公噸鋁土礦。
- Rio Tinto Limited 计划建造650公里（400英里）的鐵路，以運送铁矿石出口。 [4]
- Santou-Dapilon 标准轨距铁路[5]于 2021 年开通。

## 与其他国家的铁路连接
- 目前几内亚与其邻国之间没有铁路连接。